# I Believe in Father Christmas (U2)
I Believe in Father Christmas es un EP de la banda de rock irlandesa U2, lanzado el 10 de diciembre de 2021 en plataformas digitales Spotify, Apple Music y Deezer. El título coincide con el 46.º aniversario de la homónima canción de Greg Lake.

## Eldownload
El EP, disponible solo para streaming y no también para compra, contiene cinco canciones con tema navideño. Entre ellos, se destacan las versiones de «I Believe in Father Christmas» – que, además de ser la pista de apertura del EP, también da título al download – y «Christmas (Baby, Please Come Home)».
La imagen, dibujada por Bono, muestra un árbol de Navidad hecho con Feliz Navidad, escrito en varios idiomas.

## Lista de canciones
Toda la música compuesta por todos los miembros de U2 excepto donde se indique. 
| N.º | Título                               | Letras          | Música               | Duración |  |
| 1.  | «I Believe in Father Christmas»      | Peter Sinfield  | G. Lake S. Prokófiev | 3:23     |  |
| 2.  | «Christmas (Baby, Please Come Home)» | Ellie Greenwich | P. Spector J. Barry  | 2:20     |  |
| 3.  | «Angel of Harlem»                    | Bono            |                      | 3:50     |  |
| 4.  | «If God Will Send His Angels»        | Bono The Edge   |                      | 5:22     |  |
| 5.  | «New Year's Day»                     | Bono            |                      | 5:35     |  |

## Músicos
- Bono – voz principal
- The Edge – guitarra, coros y teclado
- Adam Clayton – bajo
- Larry Mullen – batería